# Nun singen sie wieder
Nun singen sie wieder. Versuch eines Requiems ist ein Drama des Schweizer Schriftstellers Max Frisch. Es entstand im Januar 1945 als zweites Theaterstück Max Frischs, wurde aber noch vor dem früher geschriebenen Santa Cruz am 29. März 1945 am Zürcher Schauspielhaus unter der Regie von Kurt Horwitz uraufgeführt.
Unter dem Eindruck des Zweiten Weltkriegs stellt Frisch in Nun singen sie wieder den Krieg aus verschiedenen Perspektiven dar, aus Sicht von Tätern und Opfern sowie beider Kriegsparteien. Der Titel spielt auf den Gesang einer Gruppe erschossener Geiseln an. Am Ende kommt es zu einer Begegnung der Überlebenden mit den Toten. Während die ersteren weiterleben wollen wie bisher und auf Rache sinnen, rufen die letzteren zu Versöhnung und einem Neubeginn auf. Frischs Stück wurde bis in die 1960er Jahre häufig gespielt und als Beitrag zur Vergangenheitsbewältigung verstanden.

## Inhalt

### Erstes Bild
Herbert, ein Offizier, hat Karl, einem Soldaten, die Erschießung einer Gruppe Geiseln befohlen. Nun zwingt er einen Popen, das Grab für die Ermordeten zu schaufeln. Karl ist durch seine Tat verstört, noch immer hört er den Gesang der Geiseln. Herbert verkündet sein Weltbild: es gebe in der Welt keinen Geist, nur das Streben nach Macht, die durch nichts aufzuhalten sei. Unter seiner Drohung schwört der Pope einen Meineid. Dennoch will Herbert ihn erschießen lassen, doch Karl verweigert die Exekution und desertiert.

### Zweites Bild
Der Oberlehrer, Karls Vater und Herberts ehemaliger Lehrer, und Maria, Karls Frau und junge Mutter, trauern um Karls Mutter, die durch einen Bombenangriff verschüttet worden ist. Herberts Schwester Liesel  berichtet, dass sie Karl gesehen habe, der jedoch vor ihr Reißaus genommen habe. Der Oberlehrer kann sich ein solches Verhalten seines Sohnes nicht erklären. Er beschimpft ihre Feinde als Satane.

### Drittes Bild
Sechs junge Flieger warten auf ihren Kriegseinsatz. Sie spielen Schach, reden über Frauen und diskutieren die geplante Bombardierung. Während einer den Frieden ersehnt, schildert der nächste die Untaten ihrer Feinde. Auch für ihn sind seine Gegner Satane, mit denen kein Frieden möglich sei. Über deutsche Musik geraten die Männer in Streit. Einer hält sie noch für das Beste der Deutschen, ein anderer kann ihre verlogene Schönheit in einer hässlichen Welt nicht ertragen. Benjamin, der seinen ersten Einsatz fliegen soll und nach dem Krieg Dichter werden will, ahnt ihren Sturz in den Tod bereits voraus.

### Viertes Bild
Im Keller seines Hauses entdeckt der Oberlehrer seinen Sohn Karl, der sich als Deserteur versteckt hält. Der Vater versucht seinen Sohn zu überzeugen, wieder zur Truppe zurückzukehren, an der befohlenen Erschießung trage er keine Schuld. Doch Karl beharrt, dass Gehorsam nicht von der Verantwortung befreie.
Als Bombenalarm ertönt, strömen die anderen Hausbewohner in den Keller und Karl flieht. Während die Hausbewohner den Angriff abwarten, wird jede kritische Bemerkung vom Hauswart zurechtgewiesen. Schließlich hält es Maria nicht mehr im Keller aus und stürzt mit dem Baby hinaus ins Freie. Sie verbrennt in den Bomben. Karl erhängt sich. Nun begehrt auch der bislang linientreue Oberlehrer auf und nennt die eigenen Soldaten nicht besser als ihre Feinde. Dafür wird er vom Hauswart gemeldet.

### Fünftes Bild
Die Flieger sind abgestürzt. Zuerst noch bestrebt, sich zu verstecken oder die Grenze zu erreichen, realisieren sie allmählich, dass sie längst tot sind. Sie treffen auf den Popen, der sie mit Brot und Wein speist und Vergebung predigt. Der Hauptmann bereut das ungelebte Leben und sehnt sich nach einem Neuanfang. Die erschossenen Geiseln singen, Karl, der sie erschossen hat, tritt hinzu.

### Sechstes Bild
Maria trifft auf Benjamin. Die anfängliche Furcht der Feinde voreinander tritt im Angesicht des Todes in den Hintergrund. Sie realisieren, dass sie einander hätten lieben können. Herbert führt den Oberlehrer auf das Feld, um ihn zu erschießen. Während der Oberlehrer ihn als seinen besten Schüler erkennt, verachtet Herbert den humanistischen Geist, den der Lehrer ihnen einst predigte, nur um ihn selbst vor den Augen der Schüler aus Feigheit zu verraten. Er erschießt den Oberlehrer, der nun ebenfalls zu den Toten tritt.

### Letztes Bild
Hinterbliebene der Flieger suchen deren Gräber auf. Vergeblich versuchen die Toten zu den Lebenden Kontakt aufzunehmen, sie dazu zu bringen, ein anderes Leben zu führen und sich miteinander zu versöhnen. Doch die Lebenden sehen den einzigen Trost darin, alles wieder aufzubauen wie zuvor und die Verstorbenen zu rächen. Der Pope zieht das Fazit, Leben und Tod, Sterne wie Himmel seien umsonst. Auch die Liebe sei umsonst, doch sie allein verzweifle nicht an dieser Erkenntnis.

## Entstehungsgeschichte

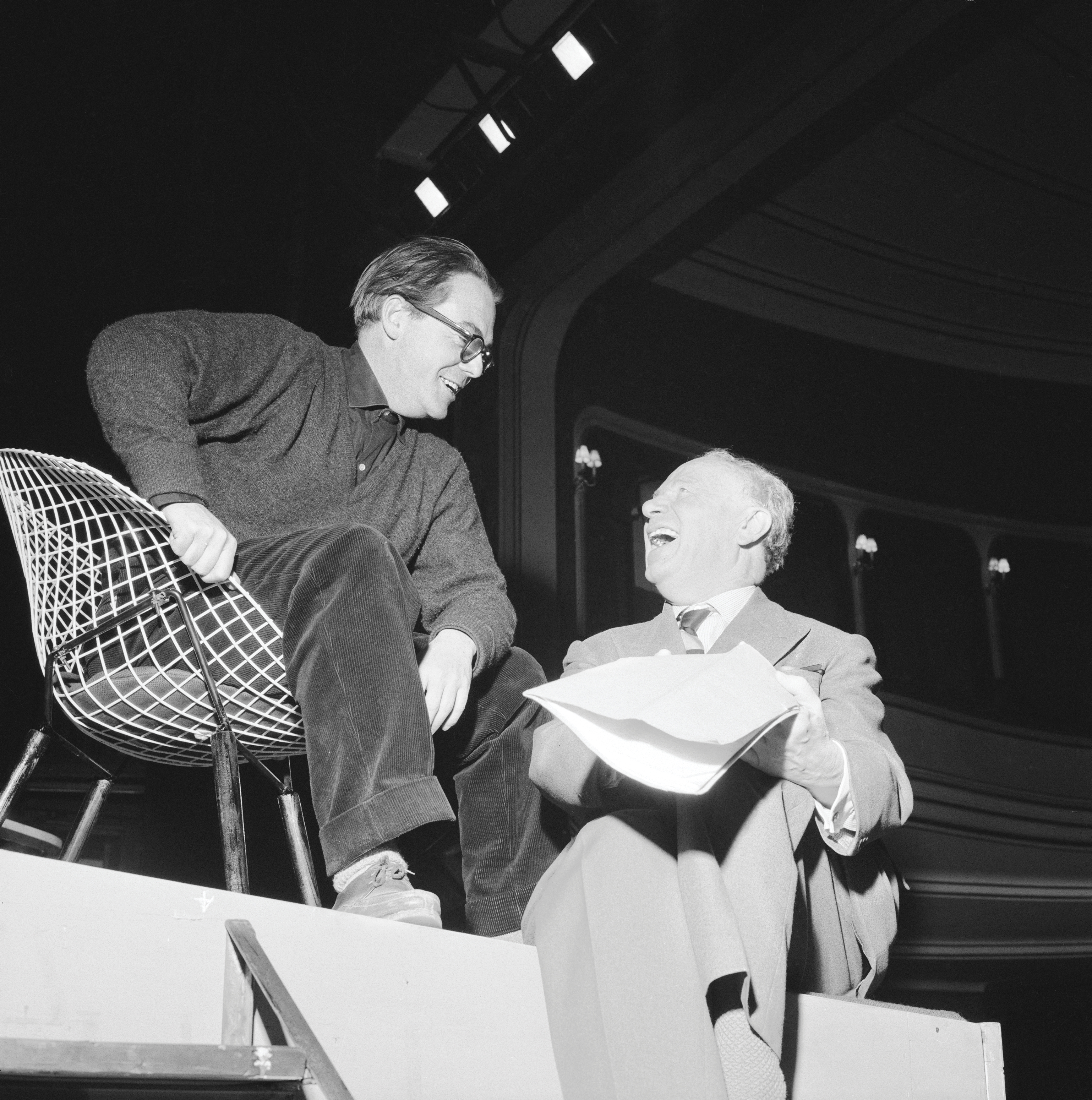
Max Frisch bei Proben zu Biedermann und die Brandstifter 1958

Im Sommer 1944 lud der Dramaturg Kurt Hirschfeld nach der Lektüre von J’adore ce qui me brûle oder Die Schwierigen Frisch ans Zürcher Schauspielhaus ein und ermunterte ihn, ein Theaterstück zu schreiben. Bereits nach wenigen Wochen stellte Frisch sein erstes Theaterstück Santa Cruz fertig. Im Januar 1945 entstand in einem Zeitraum von zwei bis drei Wochen Nun singen sie wieder. Frisch beschrieb das Stück rückblickend als „ein erster Reflex auf die Ereignisse, die uns umgaben, damals noch mit der Haltung des Erschrecktseins und des Versöhnenwollens“.
Aufgrund der Aktualität des Kriegsstücks wurde dieses Frischs Erstling vorgezogen und feierte bereits wenige Monate nach seiner Entstehung am 29. März 1945 Premiere am Zürcher Schauspielhaus. Regie führte Kurt Horwitz, dem Frisch die spätere Buchausgabe „in Verehrung“ widmete. Das Bühnenbild stammte von Teo Otto. Es spielten Wolfgang Langhoff, Armin Schweizer, Erika Pesch, Robert Trösch und Emil Stöhr. Den Chor der Geiseln bildeten internierte Polen, die Hans Mayer in Flüchtlingslagern rekrutiert hatte. Da die Bühne des Theaters durchgehend belegt war, fanden die Proben im Foyer des Theaters statt. Im Tagebuch 1946–1949 beschrieb Frisch: „Die Zeit der Proben, die Kurt Horwitz mit sachlicher Hingabe leitete, war vielleicht die holdeste, die das Theater überhaupt zu vergeben hat, die erste Begegnung mit dem eignen, von leiblichen Gestalten gesprochenen Wort.“
Nun singen sie wieder war auch Frischs erstes Theaterstück, das in Deutschland gespielt wurde. Die deutsche Erstaufführung fand im Dezember 1946 an den Münchner Kammerspielen unter der Regie von Bruno Hübner statt. Noch in der gleichen Saison schloss sich die Junge Bühne Hamburg unter der Regie von Answald Krüger an. Die Buchausgabe wurde vom Atlantis Verlag zurückgewiesen, wonach Walter Muschg das Stück 1946 in der Schweizerischen Reihe des Schwabe Verlags herausgab. Dem zweiten Teil war ein Motto von Paul Adolf Brenner vorangestellt, das in späteren Ausgaben entfiel: „Wenn einmal nach der Wirrnis dieser Tage / das Heilende, die Reue, uns bezwingt, / dann übertöne unsere Totenklage / das Lied des Engels, drin die Liebe singt.“
Frisch stellte der Buchausgabe eine Erklärung voran, dass bei der Aufführung weitgehend auf Kulissen verzichtet werden solle, damit der Eindruck des Spiels gewahrt bleibe, „so daß keiner es am wirklichen Geschehen vergleichen wird, das ungeheuer ist.“ Er fragte sich, ob ihm selbst als nicht Betroffenem überhaupt ein Wort zu den Geschehnissen anstehe, und fand eine Rechtfertigung darin, „daß wir, die es nicht am eigenen Leibe erfahren haben, von der Versuchung aller Rache befreit sind.“ Schließlich schloss er: „Es sind Szenen, die eine ferne Trauer sich immer wieder denken muß […]; andere werden sich andere denken.“

## Rezeption

### Reaktionen auf die Uraufführung
Die Reaktionen auf die Zürcher Uraufführung waren sehr positiv. Elisabeth Brock-Sulzer lobte: „Das ist Dramatik der innersten Struktur, des in sich bewegten Wortes und als solche ein treues Abbild des innerseelischen Kriegserlebnisses, wie es durch die schweizerische Lage gegeben ist.“ „Ergriffen“ war Walter Boesch im Tages-Anzeiger „aus innerster Mitbeteiligung fühlend, wie stark und haftend hier ein ‚Wahrheitsverkünder‘ das unserer schweizerischen Haltung allein Gemässe ausgesprochen hat“. Der Schweizer Dramatiker Cäsar von Arx nannte Nun singen sie wieder „einfach schön […], so schlicht und ruhig und tief, so dichterisch.“ Die Zeitschrift Sie und Er urteilte über Frisch: „Diese Stimme hat im dramatischen Schaffen der Gegenwart noch gefehlt“.
Umstritten war allerdings der neutrale Standpunkt des Stücks, Frischs fehlende Schuldzuweisung. Bernhard Diebold lobte in Die Tat: „Der Dichter will nicht, wie der Tendenzdichter, irdische Partei ergreifen. […] Kaum unterschied man mehr zwischen ‚Freund‘ und ‚Feind‘ – so innerlich war vom Dichter und vom Regisseur das schlechthin Menschliche gegeben und der Beifall der Friedliebenden war groß.“ Kritischer urteilte dagegen die Weltwoche: „Diese Neutralität ist letztlich Standpunktlosigkeit.“
Die „neutrale Trauer“ – wie Frisch selbst später kritisch einräumte – führte auch zu einem ersten Bruch in der langjährigen Zusammenarbeit Frischs mit der Neuen Zürcher Zeitung. Auf der Titelseite der Zeitung ordnete Ernst Bieri Frisch unter die „Anwälte der ‚Irregeführten‘“ ein, in dessen Stück „der Terror als Hervorlocker des Geistes beschönigt“ werde: „so stehen wir hier vor den Anfängen einer unbewußten Strömung, die wiederum Recht in Unrecht und Wahr in Falsch verkehren will.“ Frisch antwortete in einem langen Brief, den abzudrucken sich die NZZ weigerte: „Auch Verzeihen ist eine Anmaßung. Wir müssen wohl als Schweizer durchaus darauf gefaßt sein, daß der Deutsche gerade uns nicht braucht, um seiner Schuld bewußt zu werden“. Hingegen richtete Frisch den Blick auf das eigene Land: „Das meiste, was heute öffentliche Empörung weckt, hätte auch unser Volk schon lange wissen können und müssen […]. Statt dessen sehen wir heute die kommerzialisierte Empörung über eine Schande, die im Grunde unseres früheren Wissens und Schweigens auch unsere Schande ist“.

### Aufnahme in Deutschland
Nun singen sie wieder machte Frisch auch in Deutschland bekannt. Er wurde im Nachbarland fortan laut Lioba Waleczek „zu einer öffentlich respektierten Stimme“. Die Aufführungen in der Spielzeit 1946/47 in den Münchner Kammerspielen und der Jungen Bühne Hamburg gaben laut Volker Hage „Anlaß zu heftigen Debatten, aber auch zu Bewunderung für die Fähigkeit des neutralen Beobachters, Bilder von beiden Seiten der Front zu geben.“ Der Spiegel zählte eine geteilte Aufnahme in den Kammerspielen. Erich Kästner lobte das Stück als wichtig, da es den Blick von der Schuld Einzelner auf die Gesamtschuld der Menschheit lenke.
Max Frisch berichtete 1946 von einer ganzen Schachtel brieflicher Reaktionen aus Deutschland: „Fast alle […] haben eine Arroganz, die keine Antwort mehr zuläßt“. Laut Urs Bircher habe der Pessimismus und die Unbelehrbarkeit der Überlebenden in Frischs Stück das deutsche Publikum anfänglich befremdet, erst in den 1950er Jahren sei in Deutschland die entlastende Möglichkeit des allgemeinen Schuldbegriffs in Frischs Stück dankbar aufgegriffen worden. So sprach etwa die Westdeutsche Allgemeine Zeitung 1957 von einer „versöhnlichen Perspektive“, die die ansonsten unerträgliche Schuld der Lebenden erträglich mache. Bis in die 1960er Jahre wurde Nun singen sie wieder häufig gespielt und als „Requiem für die Kriegstoten“ sowie als Beitrag zur Vergangenheitsbewältigung verstanden.

### Adaptionen
1965 setzte Fritz Umgelter Nun singen sie wieder als Fernsehspiel um. Es spielten unter anderem Ernst Wilhelm Borchert, Otto Rouvel, Cordula Trantow, Michael Hinz, Ralf Schermuly und Helmut Förnbacher. Walter Jens beschrieb in der Zeit: 

„Fritz Umgelter inszenierte Frischs Requiem Nun singen sie wieder im Stil des Volks-Trauertags: Holzschnittfiguren sprachen ihre Litanei vor einem schwarzen Hintergrund, die Kamera folgte den Stationen eines Passionswegs, man ging nicht: man schritt, dramatische Gesten und psychologische Akzente wurden vermieden.“

Die Internet-Datenbank des ARD-Hörspielarchivs verzeichnet fünf deutsche Hörspiele die zwischen 1946 und 1960 entstanden sind.
- 1946: Regie: Günter Siebert; mit Deli Maria Teichen, Gert Westphal, Kurt Strehlen, Herbert Marschall, Oskar Schättinger, Alexander Rudeloff u. v. a. – Produktion: Radio Bremen; Abspieldauer:  58'55 Minuten
- 1946: Regie: Theodor Mühlen; mit Kurt Meisel, Heinz Drache, Robert Forsch, Käthe Haack, Max Gülstorff, Gudrun Genest u. v. a. – Produktion: Berliner Rundfunk; Abspieldauer: 54'25 Minuten
- 1947: Regie: Otto Kurth; mit Herbert Steinmetz, Hans Quest, Hans Brackebusch, Gisela von Collande, Wilhelm Kürten, Evy Gotthardt u. v. a. – Produktion: Nordwestdeutscher Rundfunk, Studio Hamburg; Abspieldauer: 94'52 Minuten
- 1947: Regie: Cläre Schimmel; mit Heinz Weiss, Friedrich Schoenfelder, Otto Schlandt, Christine Keyssler, Harald Mannl, Margot Heim u. v. a. – Produktion: Süddeutscher Rundfunk; Abspieldauer: 80'06 Minuten
- 1960: Regie: Walter Ohm; mit Peter Lühr, Hans Clarin, Kurt Horwitz, Elfriede Kuzmany, Friedrich Domin, Elfie Pertramer u. v. a. – Produktion: Bayerischer Rundfunk; Abspieldauer: 85'35 Minuten

### Textausgaben
- Max Frisch: Nun singen sie wieder. Versuch eines Requiems. Schwabe, Basel 1946 (Erstausgabe).
- Max Frisch: Nun singen sie wieder. Versuch eines Requiems. In: Hans Mayer, Walter Schmitz (Hrsg.); Max Frisch: Gesammelte Werke in zeitlicher Folge. Zweiter Band, 1944-1949. Suhrkamp, Frankfurt am Main 1998, ISBN 3-518-37902-X, S. 79–136 (= Suhrkamp-Taschenbuch, Band 1402).

### Sekundärliteratur
- Manfred Durzak: Dürrenmatt, Frisch, Weiss. Deutsches Drama der Gegenwart zwischen Kritik und Utopie. Reclam, Stuttgart 1972, ISBN 3-15-010201-4, S. 165–174.
- Manfred Jurgensen: Max Frisch. Die Dramen. Francke, Bern 1976, ISBN 3-7720-1160-8, S. 92–103.
- Hellmuth Karasek: Max Frisch. 5. Auflage, Friedrich Verlag, Velber 1974, S. 23–29 (= Friedrichs Dramatiker des Welttheaters,  Band 17), DNB 750345667; Taschenbuchauflage: dtv 6817, München 1984, ISBN 3-423-06817-5.
- Walter Schmitz: Max Frisch: Das Werk (1931–1961). Studien zu Tradition und Traditionsverarbeitung. Peter Lang, Bern 1985, ISBN 3-261-05049-7, S. 149–157.
- Wilhelm Ziskoven: „Nun singen sie wieder“. Versuch eines Requiems. In: Albrecht Schau (Hrsg.): Max Frisch – Beiträge zu einer Wirkungsgeschichte. Becksmann, Freiburg im Breisgau 1971, S. 198–210 DNB 720019516.